# 山田彩人
山田 彩人（やまだ あやと、1967年 -）は、日本の小説家、推理作家。東京都生まれ。千葉県柏市在住。東京都立墨田川高等学校中退。
20代半ばのころにシナリオライター養成講座に通い、その後アニメのシナリオライターとしてデビューする。そのアニメがゲーム化された際にはゲーム版のシナリオも担当した。その後もシナリオライターを続けていたが、集団のなかではなく自分一人で書きたいものを書いてみたいという思いが次第に高まっていき、小説家を志す。
2011年、『眼鏡屋は消えた』で第21回鮎川哲也賞を受賞して小説家デビュー。選考委員の島田荘司は「本格ミステリとして素晴らしいうえに、ユーモアを交えた文章力があった」と評した。

## 作品リスト

### 単行本
- 眼鏡屋は消えた（2011年10月 東京創元社 ISBN 978-4-488-02483-3 / 2014年9月 創元推理文庫 ISBN 978-4-488-44011-4）
- 幽霊もしらない（2012年9月 東京創元社 ISBN 978-4-488-02308-9）
- 少女は黄昏に住む（2013年3月 東京創元社 ISBN 978-4-488-02713-1）
  - 収録作品：ボールが転がる夏 / 毒入り缶コーヒー事件 / たぶんポオに捧ぐ / 吹雪のバスの夜に / 密室の鍵は口のなか
- 今宵、喫茶店メリエスで上映会を（2014年8月 角川文庫 ISBN 978-4-04-101628-2）
- 皆殺しの家（2018年11月 南雲堂）

### アンソロジー
「」内が山田彩人の作品
- ベスト本格ミステリ2014（2014年6月 講談社ノベルス ISBN 978-4-06-299016-5）「ボールが転がる夏」